# Виповзівський археологічний комплекс
Ви́повзівський археологі́чний ко́мплекс — давньоруське поселення біля села Виповзів у Козелецькому районі Чернігівської області України. Поселення містить тільки давньоруський матеріал. У нижньому Подесінні від Чернігова до Києва виділяються п'ять городищ Х століття: Шестовицьке, Слабинське, Козерозьке, Морівське, Виповзівське з інтервалами до Києва— 5, 7, 27, 16, 50 км.
Археологічний комплекс складається з городища, посаду на подолі і курганового могильника. За топографією поселення схоже з Шестовицьким комплексом. Городище з посадом розташовані на вузькому довгому мисі довжиною близько 600 м, що підноситься над заплавою правого берега річки Десна і струмка Кримки (стариця Десни). На захід від городища площу мису займав відкритий посад. Кургановий могильник, пов'язаний із поселенням, знищено забудовою і городами села.
Городище відкрив 1889 року В. Л. Бернштам. Пізніше розвідки та дослідження на ньому проводили К. А. Ставровський, В. А. Шугаєвський, Є. А. Корноухов, А. Г. Розанов, І. І. Ляпушкін, М. П. Кучера, О. В. Сухобоков, В. П. Коваленко, А. Л. Козаков, О. П. Моця, В. М. Скороход. Основні розкопки пам'ятки провели в 1989—1990 роках А. Л. Казаков, у 2009—2011 — В. М. Скороход. Городище розмірами 70×90 м з напільного боку мало укріплення. Гончарний посуд представлений відносно грубою та товстостінною керамікою, виконаною місцевими гончарами на слабкому технологічному рівні. У шарі Виповзівського поселення виявлено також складнопрофільовані манжетні віночки другої чверті Х століття. Дослідники віднесли комплекс до кінця IX — першої половини Х століття. Укріплення городища містять виразні вугільні прошарки та залишки обвуглених дерев'яних конструкцій. Сліди одноразової пожежі відмічено також у житлових землянках посаду. У двох об'єктах знайдено дирхем Насра II ібн Ахмада (914—943) та наслідування саманідського дирхема Х століття. Загинуло поселення, ймовірно, близько 960 року.
2013 року досліджено поділ Виповзівського городища. Вдалося виявити три горизонти культурного шару. Верхній перевідкладений, що утворився внаслідок дощових та паводкових змивів та два непотривожені часів існування городища. Ранній шар потужністю 0,06—0,25 м, що лежить на материку, та пізній потужністю 0,06—0,4 м — між раннім та верхнім. Керамічний матеріал нечисленний. Серед знахідок — металеві предмети, фрагмент пісочного бруска, два фрагменти керамічних пряселець. У пізньому горизонті виявлено причальну конструкцію — довгу канаву, орієнтовану перпендикулярно до стародавнього русла Десни. Канаву використовували сезонно. Взимку і під час паводків споруда не використовувалася — у ці періоди відкладалися прошарки алювію. Очевидно, канава призначалася для витягування суден з річки на берег для ремонту або тимчасової стоянки. Причальні конструкції епохи утворення Давньоруської держави вивчені мало. Причали X століття археологи зафіксували, окрім Виповзова, у Гньоздові та Шестовиці.